# Afrodisiac (Brandy)
Afrodisiac è un album in studio di Brandy, pubblicato per la Atlantic Records nel 2004.

## Tracce
1. Who I Am (Warryn Campbell, Joi Campbell) – 3:35
2. Afrodisiac (Kenisha Pratt, Kenneth Pratt, Tim Mosley) – 3:47
3. Who Is She 2 U (Walter Millsap III, Candice Nelson, T. Mosley, Leon Ware, Jacqueline Hilliard) – 4:43 1
4. Talk About Our Love (featuring Kanye West) (K. West, Harold Lilly, Carlos Wilson, Louis Wilson, Ricardo Wilson, Claude Cave II) – 3:34 2
5. I Tried (W. Millsap III, C. Nelson, T. Mosley, Will Champion, Steve Harris, Chris Martin, Guy Berryman, Johnny Buckland) –  4:45 3
6. Where You Wanna Be (featuring T.I.) (K. West, H. Lilly) – 3:32 4
7. Focus (W. Millsap III, C. Nelson, T. Mosley) – 4:07
8. Sadiddy (K. Pratt, K. Pratt, T. Mosley) – 4:00
9. Turn It Up (W. Millsap III, C. Nelson, T. Mosley) – 4:12
10. Necessary (Rico Wade, Patrick Brown, Ray Murray, Cee-Lo Green) – 3:59
11. Say You Will (Theron Feemster) – 3:50
12. Come As You Are (Steve "Static" Garrett, T. Mosley) – 3:44
13. Finally (W. Millsap III, C. Nelson, T. Mosley, B. Norwood, Hans Zimmer, Nick Glennie-Smith, S. Stern, Darryl Harper) – 3:53 5
14. How I Feel (W. Millsap III, C. Nelson, Erick Walls) – 4:41
15. Should I Go (W. Millsap III, C. Nelson, G. Berryman, J. Buckland, W. Champion, C. Martin, T. Mosley) – 4:56 6

Tracce bonus
1. Sirens (S. Garrett, T. Mosley) – 3:59
2. Like It Was Yesterday (Mike City) – 3:53
3. Nodding Off (W. Millsap III, C. Nelson, T. Mosley) – 4:10 7